# Erika Camacho
Erika Tatiana Camacho (Guadalajara, 3 de setembro de 1974) é uma bióloga matemática estadunidense nascida no México, professora associada de matemática aplicada na Universidade Estadual do Arizona. Recebeu o Presidential Award for Excellence in Science, Mathematics, and Engineering Mentoring (PAESMEM) em 2014. No colégio foi aluna de Jaime Escalante, que foi o tema do filme Stand and Deliver.

## Formação
Erika Camacho nasceu em 3 de setembro de 1974 em Guadalajara, México. Frequentou o ensino médio na Garfield High School de 1990 a 1993, onde foi aluna de Jaime Escalante. Depois de se formar no Wellesley College, cum laude, com grau de Bachelor of Arts em matemática e economia em 1997, obteve um PhD em matemática aplicada na Universidade Cornell em 2003, com pesquisa sobre modelos matemáticos da dinâmica da retina.

## Carreira
Depois de passar um ano no pós-doutorado no Laboratório Nacional de Los Alamos, ingressou no corpo docente do Departamento de Matemática da Universidade Loyola Marymount em 2004. Sua pesquisa se concentra em modelos matemáticos de fotorreceptores na retina. Em 2007 foi para a Universidade Estadual do Arizona, onde é professora associada de matemática aplicada. Em 2013–2014 lecionou no Instituto de Tecnologia de Massachusetts (MIT) no programa MLK Visiting Scholars.
É uma defensora ferrenha da inclusão em STEM.

## Prêmios e honrarias
Erika Camacho recebeu o Prêmio Mentor 2019 da Associação Americana para o Avanço da Ciência e um Presidential Award for Excellence in Science, Mathematics, and Engineering Mentoring (PAESMEM) 2014, concedido por sua pesquisa e orientação de alunos de graduação. Em 2020 recebeu o Prêmio Louise Hay de Educação Matemática da Association for Women in Mathematics.